# Katastralgemeinde Weitensfeld
Die Katastralgemeinde Weitensfeld ist eine der sieben Katastralgemeinden der Gemeinde Weitensfeld im Gurktal im Bezirk St. Veit an der Glan in Kärnten. Sie hat eine Fläche von etwa 123,7 ha. Am 1. Jänner 2024 lebten 561 Personen in der Katastralgemeinde.
Die Katastralgemeinde gehört zum Sprengel des Vermessungsamtes Klagenfurt.

## Lage
Die Katastralgemeinde liegt in der Gemeinde Weitensfeld, im Westen des Bezirks Sankt Veit an der Glan, im Gurktal. Sie umfasst den Großteil des Gemeindehauptorts Weitensfeld (mit Ausnahme des Bereichs um die Waldkapelle) und reicht im Süden, im Bereich der Ortschaft Hardernitzen, jeweils ein Stück weit in die Täler des Hardernitzenbachs und des Mühlbachs in Hardernitzen hinauf.

## Ortschaften
Auf dem Gebiet der Katastralgemeinde Weitensfeld liegen jeweils großteils die Ortschaften Weitensfeld und Hardernitzen.
Am 1. April 2020 umfasste die Katastralgemeinde 270 Adressen.

## Vermessungsamt-Sprengel
Die Katastralgemeinde gehört seit 1. Jänner 1998 zum Sprengel des Vermessungsamtes Klagenfurt. Davor war sie Teil des Sprengels des Vermessungsamtes St. Veit an der Glan.

## Geschichte
Ende des 18. Jahrhunderts wurden die Kärntner Steuergemeinden (später: Katastralgemeinden) gebildet und Steuerbezirken zugeordnet. Die Steuergemeinde Weitensfeld wurde Teil des Steuerbezirks Gurk.
Im Zuge der Reformen nach der Revolution 1848/49 wurden in Kärnten die Steuerbezirke aufgelöst und Ortsgemeinden (auch politische Gemeinden genannt) gebildet, die jeweils das Gebiet einer oder mehrerer Steuergemeinden umfassten. Die Katastralgemeinde Weitensfeld kam an die Ortsgemeinde Weitensfeld.
Die Größe der Katastralgemeinde Weitensfeld wurde im Jahr 1854 mit 213 Österreichischen Joch und 1180 Klaftern (ca. 123 ha) angegeben; damals lebten 257 Personen auf dem Gebiet der Katastralgemeinde.
Bei der Kärntner Gemeindestrukturreform von 1973 kam die Katastralgemeinde Weitensfeld an die damals neu errichtete Gemeinde Weitensfeld-Flattnitz, bei deren Auflösung 1991 wieder zur Gemeinde Weitensfeld im Gurktal.
Die Katastralgemeinde Weitensfeld gehörte ab 1850 zum politischen Bezirk Sankt Veit an der Glan und zum Gerichtsbezirk Gurk. 1854 bis 1868 gehörte sie zum Gemischten Bezirk Gurk. Seit der Reform 1868 ist sie wieder Teil des politischen Bezirks Sankt Veit an der Glan, zunächst als Teil des Gerichtsbezirks Gurk, seit 1978 als Teil des Gerichtsbezirks St. Veit an der Glan.